# Johann Wilhelm Simonetti
Johann Wilhelm Simonetti (getauft am 11. Dezember 1690 in Berlin; † 19. März 1776 in Booßen) war ein deutscher Kapellmeister, Violinist, Komponist und Librettist.

## Leben
Johann Wilhelm Simonetti war der ältere Sohn des aus der Schweiz eingewanderten Baumeisters Giovanni Simonetti. Sein jüngerer Bruder war der Theologe Christian Ernst Simonetti Über die frühen Lebensjahre Johann Wilhelms ist nichts bekannt. Am 28. April 1711 schrieb er sich an der Universität Jena ein, brach sein Jurastudium aber bald ab, um sich der Musik zuzuwenden.
Ab 25. Oktober 1711 ist Simonetti in Gera aktenkundig, ab 1712 als „Secretarius“ in der Geraer Hofkapelle. Eine wohl um die Jahreswende 1713/14 in Angriff genommene Reise nach Venedig und Lissabon führte zu einer Begegnung mit Gottfried Heinrich Stölzel.
Simonettis kurzzeitige Anstellung in der Hofkapelle von Hessen-Darmstadt könnte mit den vom 28. April bis zum 7. Mai 1717 dauernden Einzugsfeierlichkeiten für den Erbprinzen zusammenhängen. Prinz Ludwig, der nachmalige Landgraf Ludwig VIII., vermählte sich am 5. April 1717 im Schloss Philippsruhe mit Charlotte (1700–1726), Tochter und Erbin des Grafen Johann Reinhard III. von Hanau.
1718 ist Simonetti in Bayreuth nachweisbar. Hier heiratete er am 14. März 1718 die Sängerin Christiane Elisabeth verwitwete Ernst geb. Döbricht (1690 – nach 1739). Sie war die Tochter des Altenburgers Daniel Döbricht (1650–1694), der an der Hamburger Oper am Gänsemarkt ausgebildet wurde und seit 9. Juli 1681 als Diskantist, später Altist am Weißenfelser Hof angestellt war. und der Sängerin Christine Elisabeth Grosse, Tochter des Hallenser Kammermusikers Samuel Grosse (* vor 1647; Theorbist unter Samuel Scheidt). Beide hatten am 16. September 1677 geheiratet. Ihr Bruder war Samuel Ernst Döbricht (1680–1751), ein Schwiegersohn des Komponisten Nicolaus Adam Strungk, der als Impresario am Opernhaus am Brühl in Leipzig und am Opernhaus vorm Salztor in Naumburg wirkte. Ihre drei Schwestern Magdalena Elisabeth verh. Ludwig (* vor 1680), Justina Elisabeth (* 1688) und Johanna Elisabeth Hesse geb. Döbricht (1692–1786) waren ebenfalls bekannte Sängerinnen ihrer Zeit.
Ab Anfang 1721 waren die Simonettis im Fürstentum Braunschweig-Wolfenbüttel engagiert. Im Februar diese Jahres erschien dort unter den Mitwirkenden in Georg Caspar Schürmanns Singspiel Heinrich 41 der Vogler („Zweyter Theil“) die Mad. Simonetti. Der im selben Jahr erschienene Hofkalender nennt im Abschnitt Hochfürstl. Capell unter den Sängerinnen an erster Stelle Madam. N. N. Simonettin. Erste Sängerin bey Fürstl. HoffCapell, unter den Instrumentalisten, ebenfalls an erster Stelle, Herr N. N. Simonetti, Concert-Meister. Mit Carl Heinrich Graun schrieb er 1726 das Libretto für Schürmanns Oper Ludovicus Pius oder Ludewig der Fromme.
Die Zusammenarbeit mit Graun in Braunschweig muss sehr produktiv gewesen sein, noch im Jahre 1773 schreibt Johann Joachim Christoph Bode vom goldnen Zeitalter der Braunschweigischen Kapelle, ... den Zeiten der Graune und Simonettis.
Etwa ab 1737 war Familie Simonetti im Umfeld des Preußischen Hofes in Berlin zu finden, waren aber nicht dort angestellt. Simonetti gab anscheinend in Berlin musikalischen Unterricht. In Ernst Ludwig Gerbers Tonkünstler Lexikon von 1790 heißt es:

„Simonetti (Sgr.) Conzertmeister in der Kapelle des Herzogs von Braunschweig, ums Jahr 1730; privatisirte ums Jahr 1740 zu Berlin und gab daselbst Unterricht auf der Violin.“

Am 19. Juli 1740 ging Simonetti zusammen mit Graun auf eine Reise nach Italien, um im Auftrag des preußischen Königs Sänger und Instrumentalisten zu akquirieren. Die Kosten für Simonetti übernahm wahrscheinlich Graun. Am 22. Juni 1740 hieß es:

„Den 19. sind die beyde Herren Musici Graun und Simonetti mit 6000 rtl. Reisegeld nach Italien abgegangen, um von da 4 Castraten, überdem 1 Baßisten, 1 Tenoristen, und 4 Cantatricen mitzubringen, auch wegen des Gehalts für die Person bis auf 2000 rtl. zu accordiren.“

Graun kehrte am 17. Oktober 1740 zurück, Simonetti blieb hingegen noch bis Weihnachten 1740 und kam dann nach Berlin zurück.
Irgendwann in der Folgezeit beendete Simonetti seine Musiklehrertätigkeit in Berlin und übernahm als Pächter das nordwestlich von Frankfurt an der Oder gelegene und der Stadt unterstehende Gut Booßen, wo er 1776 im hohen Alter starb.
Simonetti hielt zeitlebens seine Vornamen geheim, nur durch einen Eintrag im Wolfenbütteler Adressbuch von 1725 konnten sie identifiziert werden.

## Werk
- Konzert für Violine und Orchester C-Dur (vl, strings, bc - C)[8]